# یشیم اوستااوغلو
یشیم اوستااوغلو (ترکی استانبولی: Yeşim Ustaoğlu) کارگردان و فیلم‌نامه‌نویس اهل ترکیه است. 
یشیم اوستااوغلو در سال ١٩٦٠ در شهر ساری کامیش، نزدیکی کارس واقع در منطقه مرزی ترکیه-ارمنستان به دنیا آمد. پدرش محمت جناب چشم پزشک و مادرش معلم ادبیات بود، از این رو تمام دوران کودکی اش در سفر گذشت و از این رهگذر اغلب مناطق فلات آناتولی را از نزدیک مشاهده کرد. دوران تحصیلات عالیه او در دانشگاه فنی کارا دنیز در رشته معماری سپری شد. در سال ١٩٨٥ دوره فوق لیسانس را در دانشگاه یلدیز به پایان رساند. سپس در بسیاری از نشریات هنری به نقد و بررسی فیلم ها پرداخت. در سال ١٩٨٨ اولین فیلم کوتاه خود به نام شکار لحظه را ساخت. در سال های بعد با ساختن فیلم های کوتاه Magnafantagna ، دوئت و هتل موفق به دریافت جایزه از جشنواره های متعدد شد. شکار لحظه درباره رابطه میان پدر، مادر و کودک بود. Magnafantagna به کشف مرگ توسط یک کودک می پرداخت و دوئت به بحران هویت جوانی موسیقیدان می پرداخت که از آلمان بازگشته و انزوا را برگزیده بود. آخرین فیلم کوتاه او به نام هتل نیز که جایزه بزرگ جشنواره مون پلیه را گرفت نیز به چند پاره شدن شخصیت آدمی می پرداخت.
اوستااوغلو که با چنین کارنامه ای نشان داده بود که دغدغه اش بحران هویت است، در سال ١٩٩٣ اولین فیلم بلند خود به نام رد پا را بر اساس فیلمنامه ای از همسرش تایفون پیرسلیم اوغلو ساخت. یک تریلر روانشناختی با موضوعی سیاسی که به عنوان اولین کار یک فیلمساز زن شروعی حیرت انگیز بود. رد پا که درباره بحران هویت یک مامور پلیس زبده بود و حال و هوایی کافکایی داشت، در جشنواره های استانبول و کلن جایزه بهترین فیلم را از آن خود کرد.
یشیم در سال ١٩٩٨ با تهیه کنندگی بهروز هاشمیان، دومین فیلم بلند خود سفر به سوی خورشید را کارگردانی کرد. سفر به سوی خورشید درباره دوستی دو جوان ترک و کرد بود. دو نفر از دو سوی فلات آناتولی که در ابر شهری به نام استانبول گم شده بودند. اگر در فیلم رد پا، مرگ نوازنده ای خرده پا باعث تحولی عمیق در زندگی کارآگاه پلیس شد، در سفر به سوی خورشید نیز مرگ برزان زمینه ساز سفر محمد به سوی خودآگاهی بود. سفر به سوی خورشید که فیلمی جاده ای بود، موفق شد جایزه بهترین فیلم و بهترین کارگردان از جشنواره استانبول، بهترین فیلم، بهترین کارگردان و بهترین فیلمنامه از جشنواره آنکارا، جایزه ویژه هیئت داوران جشنواره والادولید و جایزه فرشته آبی از جشنواره برلین را به چنگ آورد.
سومین فیلم بلند اوستااوغلو به نام در انتظار ابرها دوباره به تهیه کنندگی هاشمیان که در سال ٢٠٠٤ ساخته شده است.